# Miscanthus sacchariflorus
Miscanthus sacchariflorus là một loài thực vật có hoa trong họ Hòa thảo. Loài này được (Maxim.) Hack. mô tả khoa học đầu tiên năm 1887.

## Hình ảnh

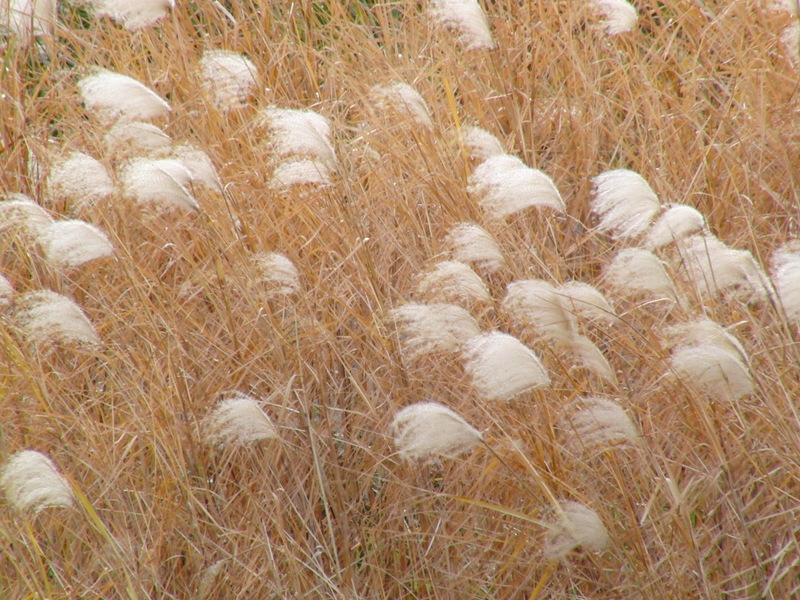
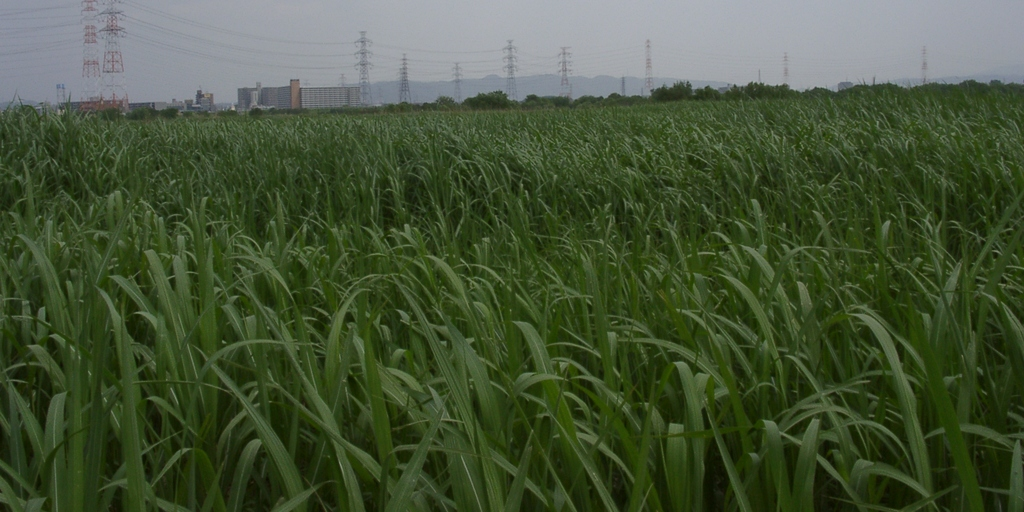